# Pułapki umysłu (serial telewizyjny)
Pułapki umysłu (Perception, 2012-) – amerykański serial telewizyjny, stworzony przez Kennetha Billera i Mike'a Sussmana.

## Opis fabuły
Doktor Daniel Pierce (Eric McCormack), neuropsychiatra chorujący na schizofrenię, zostaje zatrudniony przez FBI, aby rozwiązywać trudne sprawy, gdyż jak nikt inny zna zasady działania ludzkiego umysłu.

## Obsada

### Główne
- Eric McCormack jako dr Daniel Pierce
- Rachael Leigh Cook jako Kate Moretti
- Arjay Smith jako Max Lewicki
- Kelly Rowan jako Natalie Vincent

### Poboczne
- LeVar Burton jako Paul Haley
- Jamie Bamber jako Michael Hathaway

### Gościnnie
- Jeremy Ratchford jako detektyw Hammond

## Odcinki
| Sezon | Sezon | Odcinki | Oryginalna emisja | Oryginalna emisja | Oryginalna emisja | Oryginalna emisja    | Oryginalna emisja |
| Sezon | Sezon | Odcinki | Premiera sezonu   | Finał sezonu      | Premiera sezonu   | Finał sezonu         |                   |
| ----- | ----- | ------- | ----------------- | ----------------- | ----------------- | -------------------- | ----------------- |
|       | 1     | 10      | 9 lipca 2012      | 17 września 2012  | 10 sierpnia 2012  | 12 października 2012 |                   |
|       | 2     | 14      | 25 czerwca 2013   | 18 marca 2014     | 12 sierpnia 2013  | 18 kwietnia 2014     |                   |
|       | 3     | 15      | 17 czerwca 2014   | 17 marca 2015     | 1 sierpnia 2014   | 2 maja 2015          |                   |

## Produkcja i nadawanie
Nadawany przez stację TNT od 2012 roku. W Polsce emitowany był na kanale Fox Polska. W 2013 rozpoczęto wyświetlanie drugiej serię serialu, a stacja TNT poinformowała, że powstanie seria trzecia. Jej wyświetlanie rozpoczęto 17 czerwca 2014. 14 listopada 2014 roku, stacja TNT ogłosiła zakończenie serialu po 3 sezonie